# Brandon Bonifacio
Brandon Bonifacio (Vancouver, 29 september 1989) is een Canadese voetballer die onder meer uitkwam voor SC Cambuur Leeuwarden en FC Zwolle. Bonifacio zijn vader is van Italiaanse afkomst (geboren in Vancouver), zijn moeder komt uit Zagreb.

## Carrière
Bonifacio begon te voetballen bij de Vancouver Selects. Op 25 juli 2006 werd de overgang naar SC Cambuur Leeuwarden een feit. Hij tekende een jeugdcontract en voegde zich bij de beloften van de eerstedivisieclub. Het 17-jarige talent combineert het voetbal met een studie in Groningen. Gelijktijdig met Bonifacio arriveerde Robbie Giezen, eveneens een talent uit Vancouver en ploeggenoot bij zowel de Vancouver Selects als Canada U-18. Giezen, wiens roots in Groningen liggen, heeft een soortgelijk contract getekend bij FC Groningen. Bonifacio debuteerde bij Cambuur met een rode kaart twintig minuten nadat hij was ingevallen. Begin 2009 werd hij na een stage verhuurd aan FC Zwolle.
In 2009 keerde hij terug naar Canada waar hij zich op een handelsstudie aan de University of British Columbia ging richten. Hij ging voor het universiteitsteam UBC Thunderbirds spelen waarvan hij ook aanvoerder werd. In 2013 ging hij een master mijnbouw en mineralenbouwkunde doen in de Verenigde Staten aan de University of Nevada-Reno waar hij tevens voor het universiteitsteam Nevada Mens Soccer ging spelen.
Bonifacio was Canadees jeugdinternational en nam deel aan de CONCACAF onder 20 kampioenschap in 2009.

## Statistieken
| Seizoen | Club                  | Land      | Competitie     | Wed. | Goals |
| ------- | --------------------- | --------- | -------------- | ---- | ----- |
| 2006/07 | SC Cambuur Leeuwarden | Nederland | Eerste divisie | 1    | 0     |
| 2007/08 | SC Cambuur Leeuwarden | Nederland | Eerste divisie | 11   | 0     |
| 2008/09 | SC Cambuur Leeuwarden | Nederland | Eerste divisie | 1    | 0     |
| 2008/09 | → FC Zwolle           | Nederland | Eerste divisie | 3    | 1     |
| Totaal  | Totaal                | Totaal    | Totaal         | 16   | 1     |